# Tvornica motora Zagreb
Tvornica motora Zagreb (TMZ) bio je proizvođač motora i motocikala iz Zagreba u razdoblju od 1947. do 1963. godine. Jedina je industrija ove vrste u Hrvatskoj u razdoblju poslije Drugog svjetskog rata. U tvornici su se proizvodili mopedi, skuteri, motorne pumpe, stabilni motori i mali poljoprivredni strojevi.

### Povijest
U Zagrebu je gradišćanski Hrvat Ivan Dirnbacher 1895. osnovao Prvu hrvatsku tvornicu dvokolica Ilyria, gdje je konstruirao i prve bicikle u Hrvatskoj: Ilyriju i Croatiju, a za potonji je 1896. na međunarodnoj industrijskoj izložbi u Londonu osvojio zlatnu medalju. Prvi je počeo upotrebljavati Dunlopove gume ispunjene zrakom, što je vožnju učinilo ugodnijom. Bavio se proizvodnjom motocikala od 1900. godine te je vodio trgovinu motocikala i dvokolica u Zagrebu sve do 1944. godine.
Tvornica motora Zagreb (TMZ) s radom je započela 1947. godine kao mehanička radionica Industrijsko projektnog biroa pokušajem izrade kopije BMW motocikla od 500 cm3 koji je izrađen kao prototip 1948. godine. 
Nekoliko godina kasnije, 1952. godine započinje proizvodnja stabilnih motora vlastite konstrukcije od 285 cm3 i kasnije 175 cm3 koji su se koristili u poljoprivredi i kao vatrogasne pumpe („Dubrava“ i „Savica“), a 1957. godine tvornica potpisuje ugovor o licenci s austrijskim proizvođačem HMW (Halleiner Motorenwerke) kada počinje proizvodnja mopeda „50 SL“ u koji su se ugrađivali originalni HMW agregati. Moped se reklamirao kao vozilo kojim se može upravljati bez položenog ispita i bez registracije iako je imao 49,9 cm3.
Tvornica je predviđala od 1954. godine proizvoditi i motocikle od 350 cm3 i 500 cm3 kao i vanbrodske motore za što su bili napravljeni prototipovi. Ipak na tržištu se tada našao samo moped TMZ 50 SL.
	Samostalni projekt skutera s imenom „Švrća 50“ predstavljen je 1958. godine na specijaliziranim sajmovima ali je proizvodnja pokrenuta tek 1960. godine. Švrća 50 je s mopedom 50 SL dijelio određeni broj sklopova (motor, prednja i stražnja vilica, upravljač, električna instalacija) ali je za razliku od dvobrzinskog mopeda 50 SL, imao trobrzinski mjenjač i potpuno nov vanjski izgled karoserijskih dijelova koji su bili osmišljeni u domaćoj tvornici.
	Godišnja proizvodnja strojeva i mopeda iznosila je oko 7000 komada. Tvornica je političkom odlukom rasformirana 1963. godine kada se pogon, strojevi i preostali dijelovi prevoze u Mali Zvornik (Srbija) gdje se još kratko vrijeme (godinu dana) od preostalih dijelova koji su doveženi iz Zagreba sklapaju stabilni motori „Savica“, a tvornica nosi ime „IMZ“. Nezainteresiranost vladajućih i nestručnost radnika dovela je do brze propasti tvornice „IMZ“, a primat proizvodnje mopeda u tadašnjoj Jugoslaviji preuzima „TOMOS“ (Tovarna motornih koles Sežana) sa sjedištem u Kopru (Slovenija).

### Motocikli
Moped „TMZ 50 SL“ proizvod je Tvornice motora Zagreb. Moped je nastao kao plod suradnje između TMZ-a i austrijske firme HMW (Halleiner Motoren Werke). TMZ je 1957. godine započeo montažu. U isto vrijeme s montažom započinje rad na izradi alata i uređaja za vlastitu proizvodnju (prvi primjerci su se sastavljali u Zagrebu od dijelova pristiglih iz Austrije), te polagano usvajanje vlastite proizvodnje dijelova. Već 1958. godine čak 50% dijelova radilo se u Zagrebu.
Moped je bio predviđen za šire narodne mase i omogućavao je brzo obavljanje svakodnevnih poslova u gradu ili na selu. Trgovci su ga nudili pod sloganom TMZ -moped 50 SL bez ispita i bez registracije. Pokretao ga je jednocilindrični zrakom hlađeni dvotaktni motor obujma 49,9 cm3 i snage 1,6 kW/2,2 KS pri 6100 o/min.
Skuter „Švrća 50“ Pokušavajući pronaći zadovoljavajući proizvodni program, inženjeri TMZ-a 1958. godine zaključuju da je pravo rješenje izrada domaćeg skutera. Prije nego što je uopće bilo poznato hoće li ideja o masovnoj proizvodnji doista proći, izrađen je prototip skutera imenovan prema Disneyjevoj tvorevini - Švrća! Pritom je intrigantno da su Talijani, stvorivši prototip Vespe, modelu također dali naziv prema Disneyjevu liku Paperinu iliti Pašku Patku.
S tehničkog aspekta gledano, Švrća je stvoren kao skuter s dvotaktnim motorom, rezervoarom od pet litara, potrošnjom goriva od 1,3 litara na 100 km te mogućnošću najveće brzine od 50 km/h. Na sajmovima i u prodaji se javlja kroz 1959. i 1960. godinu uz promidžbeni materijal čiji glavni adut je istaknuta informacija 'bez ispita i bez registracije'. Švrćina funkcija pronađena je u onim segmentima svakodnevice koji odaju želju za pripadanjem 'zapadnjačkom' načinu života - Švrća je savršen domaćicama za odlazak u robnu kuću, parovima za odlazak na ljetovanje i, naravno, za posao jer 'Švrća 50 štedit će Vam na vremenu - a vrijeme je novac'. U skladu s tim su i novinari, pišući o mopedima i skuterima, ustvrdili da je to 'pravo vozilo za radnog čovjeka'. Ideološka podobnost prije svega.
Nažalost, Švrćina hrvatska skuterska avantura nije dugo trajala. TMZ nije morala prestati samo sa Švrćinom proizvodnjom, već je cjelokupna tvornica početkom šezdesetih 'odlukom s vrha' ugašena i razmontirana. Primat u proizvodnji motornih vozila, pa i skutera, dobivaju Slovenija, BiH i Srbija. Iz koparskog Tomosa stiže moped Colibri čija proizvodnja je isticana kao brza jer 'svakih pet minuta nastaje novi Colibri', a Pretis (Preduzeće Tito Sarajevo) iz Vogošće dodatno razvija proizvodnju skutera Prima, domaće inačice svjetski poznate Lambrette. Čak i u filmu 'Ljubav i moda', svojevrsnoj jugoslavenskoj verziji filma 'Praznik u Rimu', glavna junakinja pažnju prolaznika plijeni vozeći upravo vogošćansku Primu! Švrća je tada već počeo tonuti u san, iako svoju pravu zaigranost nikada nije ni doživio.

### Strojevi
U TMZ-u je 1952. g. Započela proizvodnja stabilnih Ottovih jednocilindarskih, zrakom hlađenih, dvotaktnih motora „Savica“. To je u potpunosti bila vlastita TMZ-ova konstrukcija, a tvornica je u suradnji s domaćom indusrtijom proizvodila sve dijelove osim kugličnih ležajeva i električnih uređaja koje su uvozili. Motor radnog volumena od 285 cm3 razvijao je snagu od 4,5 kW kod 3,000 min, a služio je za pogon poljoprivrednih strojeva i vatrogasnih pumpi. Kasnije je razvijena inačica od 175 cm3 snage 3kW.

## Vanjske poveznice
- Tvornica motora Zagreb Hrvatska tehnička enciklopedija, portal hrvatske tehničke baštine. LZMK